# Daneș
Daneș (in ungherese Dános, in tedesco Dunesdorf) è un comune della Romania di 4947 abitanti, ubicato nel distretto di Mureș, nella regione storica della Transilvania. 
Il comune è formato dall'unione di 4 villaggi: Criș, Daneș, Seleuș, Stejărenii.
| In Romanian | In German  | In Hungarian     |
| ----------- | ---------- | ---------------- |
| Criș        | Kreisch    | Keresd           |
| Daneș       | Dunesdorf  | Dános            |
| Seleuș      | Großalisch | Keménynagyszőlős |
| Stejărenii  |            | Bese             |

## Monumenti e luoghi d'interesse
- Daneș: Nel paesino sorge una piccola chiesa fortificata in stile tardo gotico risalente al 1506. La torre fu eretta molto più tardi nel 1927. Dell'originaria cinta muraria si conservano solo pochi resti sul lato sud e rivellino con una piccola torre di avvistamento. L'interno conserva un fonte battesimale e pulpito si stile barocco, l'altare del 1878 e l'organo del 1920. La volta che copre la navata è stata costruita nel 1868.
- Criș: In un delizioso paesaggio collinare, sorge il Castello dei Bethlen appartenuto ad una famiglia protestante di origini ungheresi. Il castello fu edificato a più riprese fra il XIV secolo e il XVII secolo, ha pianta quadrangolare e conserva tre delle quattro torri esagonali. Nel cortile si affaccia un bel loggiato, raggiungibile con una scala a lato della torre di guardia occidentale; sul lato orientale invece si può invece vedere una lapide con lo stemma della famiglia Bethlen. Nel 1948 il castello fu espropriato dallo stato rumeno e poi cadde in rovina. Diversi tentativi di restauro furono abbandonati per motivi finanziari. Nel 2007 la famiglia Bethlen ha riavuto il castello e ha cercato di rendere nuovamente abitabile l'edificio.

## La famiglia Deutsch
A Daneș sono nati i fratelli Deutsch, Massimiliano, Etel Deutsch e Erminia Emma, figli di Maurizio Deutsch e Rosalia Florenthal. Essi furono arrestati a Fiume, detenuti a Trieste e deportati nel campo di sterminio di Auschwitz. Solo Erminia Emma Deutsch è sopravvissuta alla Shoah.